# 花本金吾
花本 金吾（はなもと きんご、1936年3月21日 - ）は、日本のアメリカ文学者。早稲田大学名誉教授。

## 略歴
島根県生まれ。島根県立浜田高等学校卒、早稲田大学文学部英文科卒、1965年同大学院文学研究科博士課程満期退学、立正女子大学短期大学部専任講師、1969年助教授、1974年早大法学部助教授、教授。2005年定年、名誉教授。
2015年11月瑞宝中綬章受章。

## 著書
- 『フォークナー研究 第1巻』学書房 1970
- 『国家試験通訳ガイド試験にでる英語 増補改訂』学書房出版 1980
- 『英作文 新課程大学受験用総合力完成』旺文社 1983
- 『TOEFLの英文法 600点をめざして』日本英語教育協会 1987
- 『詳解英作文 大学受験』旺文社 1989
- 『英熟語ターゲット1000 大学入試出る順』旺文社 大学juken新書　1993
- 『決まり文句を使った短い英語表現』ナツメ社 1993
- 『基礎和英問題精講ライティング』旺文社 1995
- 『大学合格最短コース英検準2・2級攻略作戦』旺文社 1995
- 『大学入試英語口語表現300  改訂版』旺文社 1995
- 『基礎英作文問題精講  改訂版』旺文社 2006

### 共編著
- 『私立大の英語 昭和58年受験用』海江田進, J.B.ハリス共著 旺文社 大学入試傾向と対策 1982
- 『私立大の英文解釈 新課程入試用』塩川千尋, J.B.ハリス共著 旺文社 大学入試傾向と対策 1984
- 『実用英会話必携 2訂版』Fred J.エダマツ共著 旺文社 1986
- 『旺文社ビジネス英会話110番 これだけは知っておこう!』日経スタッフ共編 旺文社 1988
- 『日英対照の韓国語会話』早川嘉春, F.J. Edamatsu 共著 旺文社 1989
- 『日英対照の中国語会話』楊為夫, F.J. Edamatsu 共著 旺文社 1989
- 『英文法・作文ベスト50 国公立大2次・私立大用』共著 旺文社 大学入試傾向と対策 1990
- 『旺文社ビジネス英会話110番 これだけは知っておこう! 交通編』坂本和光共著 旺文社 1990
- 『旺文社ビジネス英会話110番 これだけは知っておこう! マスコミ編』上村良和共著 旺文社 1990
- 『O-PASS高校総合英語』編著 旺文社 1990
- 『日英対照のスペイン語会話』寿里順平共著 旺文社 1990
- 『日英対照のドイツ語会話』中村哲夫共著 旺文社 1990
- 『日英対照のフランス語会話』加藤晴久共著 旺文社 1990
- 『英文法・語法・作文 1992年受験用』綿貫陽共著 旺文社 大学入試傾向と対策 1991
- 『BBCヒアリング・テープ』全3巻 William Gatton 共著 旺文社 1991
- 原仙作『和英標準問題精講 5訂版』改訂 旺文社 1991
- 『TOEIC受験対策問題集』イー・シー・エス共著 ジャパンタイムズ 1993
- 『TOEIC testプログレッシブリスニング』Robert Reilly, Kenneth Kanehara, ECS共編著 小学館 2000
- 『旺文社レクシス英和辞典』野村恵造,林龍次郎共編 2003
- 『オーレックス英和辞典』野村恵造, 林龍次郎共編 旺文社 2008